# Djamilia
Pour plus de détails, voir Fiche technique et Distribution.
Djamilia (en kirghize : Жамийла) est un film romantique soviétique réalisé par Irina Poplavskaïa en 1968. Le scénario est écrit par Tchinguiz Aïtmatov d'après sa nouvelle éponyme,.

## Synopsis
L'orthographe des noms propres n'est pas celle des sous-titres mais celle fournie par Louis Aragon qui a traduit la nouvelle avec A. Dmitrieva.
Le récit filmé est celui de Seït devenu un artiste peintre, dont les différents chapitres sont séparés par des détrempes exécutées quand il était enfant et qui sont autant de contrepoints à la narration.
Dans l'aïl de Kourkouréou il ne reste plus que les femmes, les hommes âgés et les très jeunes car la guerre contre l'envahisseur a vidé le village de tous ceux qui ont l'âge et la force d'aller combattre l'envahisseur. Parmi eux Seït le témoin, le conteur, sa belle-sœur Djamilia et ses beaux-parents travaillent très durement comme tous les autres villageois pour vivre et fournir en blé l'Armée rouge. Djamilia est une jeune fille mariée à Sadyk qui est hospitalisé à Saratov très loin de l'aoul car il a été blessé au combat. L'absence des jeunes hommes se fait cruellement sentir dans le travail car la part qu'ils assuraient en étant là est ajoutée à la part habituelle de ceux qui sont restés et qui n'ont pas autant de capacités physiques. Ainsi Djamilia est obligée par le brigadier de charger des sacs de blé sur les britchkas qu'elle doit ensuite conduire à la gare.
Mais dans cette existence épuisante la bonne humeur l'émulation qu'entraîne la vie collective donnent parfois l'occasion aux adolescents de manifester, en l'absence de leurs aînés, une fougue extravagante en présence de Djamilia ou par exemple, dans le cas contraire, un sinistre intérêt comme le montre Osmone, un parent éloigné. Mais Seït est là pour remplir sa mission, veiller sur elle. Enfin de temps en temps Sadyk écrit bien à son épouse mais ses lettres sont formelles et il n'a que quelques mots pour elle à la fin de ses messages.
Pour aider Djamilia on lui adjoint Danïiar un soldat qui ne peut plus plier une jambe car il a été blessé par un éclat d'obus. Le nouveau venu pratiquement sans un mot, sans manifester de joie ou tout autre sentiment exécute tout ce qu'on lui demande et c'est peut-être pour cela que Djamilia se met à le taquiner, à le provoquer pour le faire réagir. Elle est bientôt imitée par Seït. Un jour cependant la plaisanterie va dépasser les bornes. À son insu, ayant déposé dans la britchka un sac de blé d'un quintal à décharger au sommet de la rampe qui mène à la passerelle de vannage, Danïiar relève de défi et au péril de sa vie surmonte l'épreuve. Là Djamilia comprend à quel point elle tient à lui. Sur le trajet du retour lui ayant demandé de chanter elle découvre que Danïiar n'est pas dépourvu de sensibilité, bien au contraire.
À la gare, où l'on livre les grains, Kérim un autre habitant du village accueilli très chaleureusement par les habitants de Kourkouréou rapporte une lettre destinée à Djamilia lui annonçant que son mari va rentrer dans un mois ou deux. Cette nouvelle ne plaît pas à Danïiar ni à Djamilia qui rentre au village fort tard dans la nuit. Dans la nuit, elle rejoint le soldat, celui qui l'a fidèlement aidé jusqu'à mettre sa vie en danger et se jetant dans ses bras lui dit que c'est lui qu'elle a attendu toute sa vie et Danïiar lui répond qu'il ne la donnera à personne.
C'est très grave pour une Kirghize de trahir son époux et tous les deux le savent bien donc au petit matin ils quittent le village car cela peut leur coûter la vie. Seït tente de les rattraper mais il est impossible de revenir en arrière et il voit disparaître son premier amour d'enfant. Heureusement les fuyards ne sont pas rattrapés. Seït partira étudier la peinture et «n'oubliera jamais que Djamilia et Danïiar lui ont fait découvrir la beauté du monde».

## Fiche technique
(Recopié et traduit du générique : attention aux fonctions pas toujours évidentes à comprendre)
- Titre original : Жамийла
- Titre français : Djamilia
- Réalisation : Irina Poplavskaïa
- Assistants de réalisation : N. Aparine, N. Khazemova
- Consultant (en sciences économiques) : Ichenbaï Djangaziev
- Scénario : Tchinguiz Aïtmatov
- Script : O. Kozlova (éditrice ou éditeur)
- Dialogues : B. Sarnogoïev
- Costumes : Ernst Gueïdebrekhta, A. Kouznetsova
- Maquillage : A. Demidova
- Décorateur : Iou. Oussanov
- Photographie : Kadyrjan Kydyraliev (ru), Valeri Chouvalov (ru)
- Assistants opérateurs : Iou. Vassiliev, V. Poudov
- Direction artistique : Sergueï Ioutkevitch
- Son : Viktor Beliarov
- Montage : E. Sourajski
- Compositeur : Nikolaï Sidelnikov (ru)
- Chef d'orchestre : V. Vassiliev
- Effets spéciaux :  N. Renkov, D. Pletnikov, N. Spiridonova
- Producteur : Anatoli Kouznetsov
- Producteurs associés : I. Kharitonov, M. Volovik, C. Marine
- Production : Mosfilm, Kirghizfilm
- Distribution : Artkino Pictures
- Pays d'origine : URSS
- Langue : russe
- Format : 35
- Genre : film romantique, film dramatique
- Durée : 83 minutes
- Date de sortie :
  - URSS : 6 octobre 1969

## Distribution[3],[4]
- Tchinguiz Aïtmatov : voix off
- Natalia Arinbassarova : Djamilia
- Moukhtar Bakhtyguereïev (ru) : Osmone
- Bolot Beïchenaliev : Seït adulte devenu artiste
- Aliman Djangorozova (ru) : mère de Djamilia
- Nasredine Doubachev : Seït
- Altynbek Kenjekov : Sadyk, mari de Djamilia
- Nassyr Kitaïev : le brigadier qui recrute Djamilia pour convoyer le blé
- Aleksandr Kouznetsov : un kolkhozien
- Souïmenkoul Tchokmorov : Danïiar

Autres acteurs dont le rôle n'est pas précisé :
- Ismaïlbek Abdoubatchaïev, Raïma Abdoubatchaïeva, M. Achimbaïev, Goulsara Ajibekova, M. Aldoïarov, Bakirdine Aliev (ky), Kaba Atabekov, Bolot Chaltaïev (ky), K. Davletaliev, A. Djantemirov, I. Djoumabekov, Goulchara Doulatova (ky), D. Ibraïeva, R. Kemperbaïev, K. Koïtchoumanova, Oussen Khoudaïberguenov, Darkoul Kouïoukova (ru),Sabira Koumouchalieva (ru), Maria Kourmanalieva, Nazira Mambetova, E. Moldobekov, Batina Moldybaïeva, Tolech Okeïev, Tyntchylyk Rozzakov, Iskender Ryskoulov (ru), Kaliïtcha Rysmendieva, D. Seïtaliev, Ch. Soupataïeva, Djoumach Cydykbekova, M. Tchokmorov, Moukanbet Toktobaïev (ru), S. Viïnazarov

## Distinctions
- 1970 : Prix «Calime» du meilleur film étranger pour Djamilia au Festival international du film du jeune cinéma à Hyères.
- 1970 : Prix ICF du meilleur réalisateur au Festival international du film de Carthagène pour Djamilia.
- 1973 : Les critiques brésiliens ont classé le film Djamilia dans la liste des dix meilleurs films du monde (de l'année ou de l'histoire du cinéma?) selon un rapport TASS du 1er mai.
- Diplômes honorifiques pour le film Djamilia lors de festivités à Kőszeg et lors du Festival international de Carthage.

## Autour du film
Ces renseignements sont une version très condensée des entretiens d'Irina Poplavskaïa et de Natalia Arinbassarova fournis par le DVD «Djamilia» édité par R.U.S.C.I.C.O.
Préparatifs.
- Le tournage du film a été un parcours d'obstacles surmontés grâce à la ténacité de Tchinguiz Aïtmatov et d'Irina Poplavskaïa. Tchinguiz Aïtmatov a dû batailler ferme pour que les rédacteurs de Mosfilm avec leurs ciseaux ne fassent pas de coupures.
- Pour les passages en couleurs et leur cumul le choix esthétique de la réalisatrice s'est heurté à l'incrédulité des employés de Mosfilm car ne connaissant pas cet usage ils refusaient de tirer le film.
- Il a été très difficile trouver un interprète pour le rôle de Danïiar : la réalisatrice ne désirant pas seulement filmer l'amour dans l'histoire, voulait un homme qui puisse faire penser au Christ pour ne pas insister sur les relations charnelles.
- C'était un rôle difficile pour ce débutant de trente-trois ans, un artiste-peintre, un athlète capable d'enfourcher un cheval au galop, qui n'ayant jamais tourné devait incarner un personnage qui tout en s'exprimant très peu devait toucher le spectateur par ses expressions et sa gestuelle.
- Les difficultés continuent car le tournage réveille chez Souïmenkoul Tchokmorov une vieille tuberculose mal guérie. Il faut l'hospitaliser dans un dispensaire. Les prises de vue sont arrêtées.
- Le directeur artistique n'aimant pas le film fait croire à Mosfilm que l'interprète en est au dernier stade de la phtisie. En retour Mosfilm ordonne de tout stopper et de chercher un remplaçant.
- Irina Poplavskaïa part à Frounzé pour trouver un remplaçant mais elle a de grandes difficultés car c'est la période estivale et beaucoup de professionnels sont partis en vacances. De plus elle ne peut pas trop attendre car l'interprète de Seït est un enfant en pleine croissance dont l'apparence change.
- À son tour la réalisatrice tombe malade.

- Enfin le vent tourne : Irina Poplavskaïa part demander de l'aide au comité central du parti communiste de Kirghizie dont le secrétaire était Beychenbaï Mourataliev (ky). Selon ses propres mots elle l'implore et lui dit qu'elle ne fera pas travailler Souïmenkoul Tchokmorov plus de deux heures par jour, qu'elle engagera une infirmière, qu'elle fera construire une hutte où il pourra s'abriter du soleil. Monsieur Mourataliev a décroché le téléphone et a prévenu le dispensaire qu'une voiture serait fournie pour amener l'acteur sur le plateau. De plus il a mis à la disposition de la réalisatrice plusieurs tonnes de blé, des chevaux, des chameaux, etc. Mais Mosfilm avait interdit de tourner alors Irina Poplavskaïa l'emporta en leur envoyant un télégramme «Si je me trompe, je suis prête à aller en prison».

Le tournage.
- On apprend aussi que Nasredine Doubachev, Seït, était issu d'une famille pauvre d'un kolkhoze des environs de Frounzé. Le tournage ne fut pas toujours évident pour lui car il était effrayé par la longueur du scénario qu'il pensait ne pas pouvoir lire ni assimiler. Le plus difficile pour lui fut la scène où courant derrière Djamila et Danïiar il s'abat sur le sol en pleurant. Comme il n'y arrivait pas, la lumière du jour diminuant on risquait de remettre le tournage à plus tard et pour Mosfilm comme ailleurs le temps est de l'argent, la réalisatrice lui a crié : «Tu vas nous torturer longtemps, sale morveux!» et lui a flanqué une bonne gifle. Le «gamin» sidéré s'est mis à hurler et a fondu en larmes ce qui a permis au caméraman de saisir cet instant évidemment plein de vérité. La réconciliation fut difficile mais après quelques explications et du chocolat, elle eut lieu. Selon la réalisatrice cet enfant était un polisson incorrigible qui inventait sans cesse de mauvais tours. Mais il avait aussi bon cœur car elle révèle qu'avec tout l'argent qu'il avait gagné pour son interprétation il voulait acheter les médicaments dont sa mère, gravement malade, avait besoin pour se soigner et avec le reliquat faire la fête avec les copains.

- Les passages en couleur qui selon Irina Poplavskaïa illustrent l'amour sont réalisés avec une sélection de milliers de dessins exécutés et envoyés par des enfants Kazakhs et kirghizs.

- Le noir et blanc a été choisi pour illustrer le contexte dramatique dans lequel les événements se déroulent.

- Natalia Arinbassarova, une citadine, et Nasredine Doubachev venu d'un milieu rural avaient déjà joué ensemble dans Le Premier Maître et selon les dires de l'actrice dans les suppléments du DVD, s'entendaient bien. Elle nous raconte que sortant d'une école de danse, l'équipe de tournage la trouvait trop gracile pour tenir le rôle de Djamilia et elle a dû se «gaver» au petit déjeuner pour prendre rapidement 11 kg. Les épreuves n'étaient pas finies : elle a dû apprendre à faucher l'herbe, râteler le foin puis le mettre en meule, conduire une britchka assise ou debout, lentement ou rapidement, porter des sacs et surtout monter à cheval. Cet entraînement fut rondement mené par un cascadeur, Vladimir Lioubomoudrov (ru) en trois jours. Ainsi elle fut capable de tourner sans doublure la course qu'elle gagne sur son prétendant au mariage. Elle nous apprend aussi que pour améliorer son allure, lui donner un aspect moins rigide elle réussit à se faire confectionner par un allemand, Ernst Heidebrecht (cf : Ernst Gueïdebrekhta traduction littérale de son nom sur le générique), une robe en toile de parachute pour remplacer celle en cotonnade qui lui servait pour les plans rapprochés. Elle cite aussi le nom d'un opérateur qui travaillait à ce film, Victor Chevtsik, qu'on ne retrouve dans aucune des sources citées et celui du peintre Pavel Kouznetsov qui lui avait fait un petit peu connaître la Kirghizie avant le tournage.

## En bref
Sur le générique, probablement, par respect, en guise de remerciement, par souci d'égalité avec les autres collaborateurs du film, sont cités plusieurs noms d'enfants qui ont réalisé des dessins présentés : Samat Israïlov, Bektoursoun Toktogoulov, Choura Tcholan, Rachid Faïzievy, Valeï Faïzievy, Dinara Tchotchounbaïeva. 
Le visionnage du film en langue russe sous-titrée est possible en très bonne définition sur You Tube.